# Skool Luv Affair
Skool Luv Affair là mini album thứ hai của nhóm nhạc nam Hàn Quốc BTS. Album bao gồm 10 bài hát được phát hành vào ngày 12 tháng 2 năm 2014 với "Boy in Luv" là bài hát chủ đề. Hai video âm nhạc đã được phát hành, bao gồm một phiên bản vũ đạo, đi kèm với việc phát hành bài hát. Bài hát chủ đề thứ hai, "Just One Day", được quảng bá vào tháng 4. Bốn video âm nhạc khác nhau sau đó đã được phát hành. Một album tái phát hành phiên bản giới hạn của album, Skool Luv Affair Special Addition, được phát hành vào ngày 14 tháng 5. Bản sao vật lý của album tái phát hành chứa 18 bài hát, bao gồm 2 bài hát mới "Miss Right" và "I Like It (Slow Jam Remix)" và 6 bản nhạc cụ. Sau khi bán sạch các bản album trong 6 năm, Big Hit đã tái phát hành lại album tái phát hành vào ngày 13 tháng 10 năm 2020 do nhu cầu tăng cao.

## Bối cảnh và phát hành
Vào ngày 26 tháng 1 năm 2014, Big Hit Entertainment đã phát hành đồng hồ đếm ngược trên trang web chính thức của BTS và đăng tải đoạn phim giới thiệu vào ngày 2 tháng 2 trên YouTube để chuẩn bị cho album và các đợt quảng bá. Nó có một loạt các hình ảnh động đầy màu sắc nhấp nháy trên màn hình, kèm theo đoạn rap của RM. Ba ngày sau, Big Hit Entertainment đã phát hành danh sách bài hát và ảnh concept cho album sắp tới của BTS trên tài khoản Twitter và trang Facebook chính thức của họ. Nhóm cũng tiết lộ thiết kế và chi tiết của album vật lý sẽ đi kèm với photobook và photocard của album. Nhóm phát hành bản xem trước album một ngày sau đó, tiết lộ rằng "Boy in Luv" sẽ là bài hát chủ đề của họ. Big Hit Entertainment đã phát hành một bài hát, "Just One Day" vào ngày 6 tháng 2 năm 2014 trước khi BTS trở lại. Nhóm đã phát hành một đoạn giới thiệu cho video âm nhạc của bài hát sau đó vào ngày 2 tháng 4.

### Skool Luv Affair Special Addition
Một album tái phát hành phiên bản giới hạn của album, có tên Skool Luv Affair Special Addition, đã được Big Hit công bố vào ngày 7 tháng 5 năm 2014. Đơn đặt hàng trước bắt đầu vào cùng ngày và album được phát hành vào ngày 14 tháng 5 năm 2014. Phiên bản này chứa một CD bao gồm 18 bài hát với 2 bài hát mới, "Miss Right" và "I Like It (Slow Jam Remix)", tiếp theo đó là danh sách bài hát với 10 bài hát gốc và 6 bản nhạc cụ bổ sung chỉ có trên album vật lý, cũng như hai DVD có các cảnh quay từ buổi giới thiệu album của BTS được tổ chức vào tháng 2 năm đó và quá trình sản xuất nội dung.
Sau khi bán sạch các bản album, album vẫn không được in trong 6 năm. Vào ngày 7 tháng 9 năm 2020, Big Hit thông báo rằng album tái phát hành sẽ được tái bản và phát hành lại vào ngày 13 tháng 10 năm 2020 do phản ứng mạnh mẽ từ người hâm mộ của nhóm trong một cuộc khảo sát do Big Hit thực hiện vào tháng 8 thông qua Weverse — dữ liệu thu thập được chỉ ra rằng phiên bản Special Addition của album là sản phẩm số 1 trong số những món hàng hết hàng mà người hâm mộ mong muốn được tái phát hành. Đơn đặt hàng trước diễn ra từ ngày 8 tháng 9 năm 2020 cho đến ngày phát hành vào tháng 10 đã được thông báo trước đó.

## Video âm nhạc
Video âm nhạc cho "Boy in Luv" được phát hành vào ngày 11 tháng 2 năm 2014. Bao gồm các thành viên đóng vai sinh viên, diễn xuất trong nhiều cảnh quay  khác nhau như thể hiện sự quan tâm của họ đối với nhân vật nữ chính (Go So-hyun). Vào ngày 20 tháng 2, BTS đã phát hành phiên bản vũ đạo của "Boy in Luv" trong thời gian quảng bá trên các chương trình âm nhạc. Video âm nhạc cho "Just One Day" sau đó đã được phát hành vào ngày 6 tháng 4 để chuẩn bị cho các hoạt động quảng bá tiếp theo của nhóm. Video âm nhạc cho thấy sự tương phản nhẹ nhàng hơn từ "Boy in Luv", nó có hình ảnh các thành viên ngồi trong ánh sáng và bóng tối cũng như khiêu vũ với những chiếc ghế trước một phông nền trắng. Nhiều phiên bản khác nhau của vidao âm nhạc của "Just One Day" đã được phát hành sau phiên bản gốc, chẳng hạn như phiên bản vũ đạo, phiên bản biểu cảm khuôn mặt,...Vũ đạo của "Boy In Luv" được biên đạo bởi GRV Crew, David Lim. Cả hai video âm nhạc "Boy in Luv" và "Just One Day" đều được sản xuất và đạo diễn bởi Lumpens và GDW.

## Quảng bá
BTS đã tổ chức một buổi họp báo và buổi giới thiệu vào ngày 11 tháng 2 năm 2014, biểu diễn "Boy in Luv" và "Jump" trước khi nhóm quảng bá trên các chương trình âm nhạc bắt đầu từ ngày 13 tháng 2. Nhóm sau đó tiết lộ sẽ tiếp tục quảng bá với "Just One Day" vào ngày 9 tháng 4. BTS đã tổ chức buổi họp fan hâm mộ đầu tiên mang tên BTS Global Official Fanclub ARMY 1st Muster vào ngày 29 tháng 3 và biểu diễn các bài hát mới của họ từ album Skool Luv Affair tại buổi hòa nhạc.

## Diễn biến thương mại 
BTS đã lọt vào bảng xếp hạng World Digital Song Sales của Billboard lần thứ hai, với 3 bài hát từ  album ra mắt trên bảng xếp hạng. Bài hát chủ đề "Boy In Luv" đứng ở vị trí số 5, và bài hát chủ đề thứ hai "Just One Day" đứng ở vị trí số 25 trong thời gian quảng bá vào tháng 4. Vào ngày 23 tháng 2, "Boy In Luv" đã được đề cử cho vị trí đầu tiên trên chương trình âm nhạc Hàn Quốc, Inkigayo của SBS. Album ra mắt ở vị trí số 3 trên bảng xếp hạng hàng tuần Gaon của Hàn Quốc và vươn lên vị trí số 1 hai tháng sau đó trong đợt quảng bá "Just One Day". Album cũng đạt vị trí số 3 trên bảng xếp hạng album thế giới của Billboard, đánh dấu lần đầu tiên một album của BTS xuất hiện trên các bảng xếp hạng quốc tế. Album tái phát hành đã ra mắt ở vị trí số 1 trên bảng xếp hạng hàng tuần Gaon vào tuần thứ hai của tháng 5. Skool Luv Affair là album bán chạy thứ 20 của bảng xếp hạng Gaon trong năm 2014.
Phiên bản tái bản năm 2020 của album tái phát hành đã ra mắt ở vị trí số 12 trên bảng xếp hạng Billboard 200 của Hoa Kỳ vào ngày 31 tháng 10 với 28,000 đơn vị album tương đương được bán ra. Trong số này, 26,000 bản là bản thuần túy, giúp album này đứng ở vị trí số 4 trên bảng xếp hạng Top Album Sales. "Boy in Luv", "Just One Day" và "Tomorrow" đã trở lại bảng xếp hạng World Digital Song Sales, trong cùng ngày phát hành và lần lượt đạt được các vị trí mới cao nhất ở vị trí số 3, 4 và 7. Tại Hàn Quốc, album đã trở lại bảng xếp hạng album hàng tháng của Gaon trong tháng 10 ở vị trí số 4, và đến cuối năm đã bán được 670,500 bản, trở thành album bán chạy thứ mười của năm 2020.

## Danh sách bài hát
Tất cả các khoản ghi chú của bài hát được trích từ cơ sở dữ liệu của Hiệp hội Bản quyền Âm nhạc Hàn Quốc, trừ khi có ghi chú khác.
| STT              | Nhan đề                                                           | Sáng tác                                                                 | Sản xuất               | Thời lượng |
| ---------------- | ----------------------------------------------------------------- | ------------------------------------------------------------------------ | ---------------------- | ---------- |
| 1.               | "Intro: Skool Luv Affair"                                         | Pdogg Slow Rabbit Rap Monster Suga J-Hope                                | Pdogg                  | 2:58       |
| 2.               | "상남자" (Sangnamja; lit: Manly man / Boy In Luv)                 | Pdogg "Hitman" Bang Rap Monster Suga Supreme Boi                         | Pdogg                  | 3:50       |
| 3.               | "Skit: Soulmate"                                                  | Pdogg                                                                    | Pdogg                  | 1:32       |
| 4.               | "어디에서 왔는지" (Eodieseo wanneunji / Where did you come from?) | Kwon Dae Hee Cream Rap Monster Suga J-Hope                               | Kwon Dae Hee Cream     | 4:00       |
| 5.               | "하루만" (Haruman / Just One Day)                                 | Pdogg Rap Monster Suga J-Hope                                            | Pdogg                  | 4:00       |
| 6.               | "Tomorrow"                                                        | Suga Slow Rabbit Rap Monster J-Hope                                      | Suga Slow Rabbit       | 4:22       |
| 7.               | "BTS Cypher Pt. 2: Triptych"                                      | Supreme Boi Rap Monster Suga J-Hope                                      | Supreme Boi            | 4:48       |
| 8.               | "등골브레이커" (Deunggolbeureikeo / Spine Breaker)                | Pdogg OWO Rap Monster Suga J-Hope Slow Rabbit Supreme Boi Song Chang Sik | Pdogg OWO              | 3:59       |
| 9.               | "Jump"                                                            | Suga Pdogg Supreme Boi Rap Monster J-Hope                                | Suga Pdogg Supreme Boi | 3:57       |
| 10.              | "Outro: Propose"                                                  | Slow Rabbit Pdogg                                                        | Slow Rabbit            | 2:03       |
| Tổng thời lượng: | Tổng thời lượng:                                                  | Tổng thời lượng:                                                         | Tổng thời lượng:       | 35:29      |

| Skool Luv Affair Special Addition | Skool Luv Affair Special Addition               | Skool Luv Affair Special Addition                       | Skool Luv Affair Special Addition | Skool Luv Affair Special Addition |
| STT                               | Nhan đề                                         | Sáng tác                                                | Producer(s)                       | Thời lượng                        |
| --------------------------------- | ----------------------------------------------- | ------------------------------------------------------- | --------------------------------- | --------------------------------- |
| 11.                               | "Miss Right"                                    | Pdogg Slow Rabbit "Hitman" Bang Rap Monster Suga J-Hope | Pdogg                             | 4:01                              |
| 12.                               | "좋아요 [Slow Jam Remix]" (Joh-ayo / I Like It) | Brother Su Pdogg Slow Rabbit Rap Monster Suga J-Hope    | Brother Su Pdogg                  | 3:52                              |
| Tổng thời lượng:                  | Tổng thời lượng:                                | Tổng thời lượng:                                        | Tổng thời lượng:                  | 43:22                             |

| Skool Luv Affair Special Addition – Physical album | Skool Luv Affair Special Addition – Physical album                      | Skool Luv Affair Special Addition – Physical album |
| STT                                                | Nhan đề                                                                 | Thời lượng                                         |
| -------------------------------------------------- | ----------------------------------------------------------------------- | -------------------------------------------------- |
| 13.                                                | "상남자" (Sangnamja; lit: Manly man / Boy In Luv, Instrumental)         | 3:50                                               |
| 14.                                                | "어디에서 왔는지" (Eodieseo wanneunji / Where did you come from? Inst.) | 4:00                                               |
| 15.                                                | "하루만" (Haruman / Just One Day Inst.)                                 | 3:59                                               |
| 16.                                                | "Tomorrow" (Inst.)                                                      | 4:21                                               |
| 17.                                                | "등골브레이커" (Deunggolbeureikeo / Spine Breaker Inst.)                | 3:58                                               |
| 18.                                                | "Jump" (Inst.)                                                          | 3:56                                               |
| Tổng thời lượng:                                   | Tổng thời lượng:                                                        | 1:07:21                                            |